# 佛渡乡
佛渡乡原为中国浙江省舟山市普陀区下辖的一个乡。陆地面积7.85平方公里，总人口3千人。2007年并入六横镇。

## 行政区划
佛渡乡原辖有7个行政村：
- 行政村：川江村、佛东村、鸡爪村、永胜村、捕南村、石门村、大沙岙；